# (73972) 1998 BA18
(73972) 1998 BA18 – planetoida z pasa głównego asteroid okrążająca Słońce w ciągu 5,84 lat w średniej odległości 3,24 j.a. Odkryta 22 stycznia 1998 roku.